# Ektor
Ektor, vlastním jménem Marko Elefteriadis (* 4. prosince 1985 Dobřichovice) je český rapper s řeckými kořeny. Svoji tvorbu zveřejňuje na kanálu EktorTV na YouTube. Je zakladatelem vlastní značky oblečení Detektor Gear.
Jeho umělecké jméno Ektor vychází ze jména Hector, které se objevilo v jeho oblíbeném filmu Zjizvená tvář s Al Pacinem z roku 1983.

## Hudební kariéra

### Začátky
V roce 2008 vydal spolu s DJ Enemym své debutové album Airon Meidan, křest proběhl 29. listopadu 2008 v pražském klubu Retro. Píseň „Vidim to jako včera“ je pilotní skladbou celého alba. Deska sklidila pozitivní reakce.
V roce 2011 vydal své první sólové album Topství. Kromě DJe Enemyho se na desce jako producenti objevili DJ Wich, Emeres, Lucas, Billy Hollywood nebo Jazzy. Nejznámější se stala skladba „Nemáš zač“. Ektor na tomto albu spolupracoval také s rappery Hugo Toxxxem (skladba „Dobrý“) nebo Strapem (skladba „Néé“).
V roce 2012 vydal společně s DJ Wichem album Tetris se skladbami „Loket z vokna“, „Number 1“ nebo „Je mi to fuk“. Na albu se mimo Strapa a Huga Toxxxe objevili také LA4, Vladimir 518 a Supa ze slovenské skupiny Moja Reč. Album Tetris bylo úspěšné a vystoupení Ektora & DJ Wiche bývala vyprodaná. Vrcholem se stal jejich pražský křest v klubu SaSaZu v únoru 2013.

### 2015–2024
V roce 2015 vyšlo album s názvem Detektor. Před vydáním alba Ektor zveřejnil 4 videosingly „Generace X“, „Jak jinak“, „Proč“ a „Nohy v pěst“. První dva singly produkoval Special Beatz, zbylé dva Konex. Na albu se objevila ještě jedna skladba s videoklipem, která nesla název „Ve dne, v noci“. Hosté na albu Detektor byli: Ego (skladba „Batman“), Orion (skladba „Šikana“), Rytmus (skladba „Peníze“), Momo (skladba „Krysy“), James Cole (skladba „Pikain“), Vladimir 518 (skladba „Zen“).
V roce 2016 vyšlo album s názvem Detektor II. Samotnému vydání alba předcházely 2 videosingly „Nejsou rádi“ a „Prázdnej sex“. Oba singly produkoval Special Beatz. Kromě Special Beatz se jako producenti na albu objevili DJ Wich a Konex. Jako hosté se na albu objevili Rytmus (skladba „Efekt“), Ego (skladba „Nasávat ten vibe“), Separ (skladba „Hladovej“), James Cole (skladba „Zločin“), Marpo (skladba „Hladovej“), Strapo (skladba „Rozdíl“). Vyprodaný křest alba Detektor II proběhl 27. února 2016 v pražském SaSaZu.
Po roční koncertní pauze bylo vydáno 4. prosince 2017 v den Ektorových 32. narozenin šesté studiové album s názvem Alfa. Hosty na něm byli Strapo (skladby „21g“ a „365“), Sergei Barracuda (skladba „Nedává to smysl“), Smack (skladba „To by nečekali“) a Rest (skladba „Víš co tim myslim“). Dvojitý křest alba Alfa se uskutečnil 16. a 17. února 2018 v pražském SaSaZu.
V únoru 2019 bylo vydáno sedmé studiové album Marko. Hosty na něm byli Pil C (skladba „Laskavost“), Yzomandias (skladba „Máme všechno“) a Separ (skladba „Dobrou chuť“). Křest alba proběhl 1. března 2019 ve Foru Karlín.
Začátkem června roku 2020 vyšlo Ektorovi jeho osmé album jménem Original. Vydání alba předcházely 3 videosingly od režiséra Jana Stracha – „Hranice“, „Do pěti“ a „Teď tady“. Album má celkem 10 skladeb a je bez hostů. Koncem března 2021 vyšla deluxe verze alba Original, která obsahuje dalších 5 skladeb včetně dvou hostů, jimiž jsou Yzomandias (skladba „Další kámen“) a Sergei Barracuda (skladba „To je klíč“). Křest alb Original / Original Deluxe ve Foru Karlín byl kvůli covidu-19 již několikrát přeložen. Finální datum bylo stanoveno na 20.-21. srpna 2021 v open air areálu pražských Ledáren Braník. Na podzim 2021 proběhlo Original tour 2021.
V červnu 2021 získal Ektor od IFPI (Mezinárodní federace hudebního průmyslu) celkem 21 platinových desek za jeho dosavadní rap tvorbu. Z rukou aktuálně zastupujících Universal Music obdržel dvojnásobnou platinu za album Tetris, čtyřnásobnou platinu za album Detektor a trojnásobnou platinu za album Detektor II. Dále pak trojnásobnou platinu za album Alfa, dvojnásobnou platinu za album Marko a dvojnásobnou platinu za album Original. Zároveň obdržel pětinásobnou platinovou desku za Kancelář (remix) singl.
Začátkem roku 2022 vydal dvojsingl "Se změnili / Hodně styl" z připravované desky Detektor III. Ta měla původně vyjít v květnu 2022, ale byla odložena na neurčito. V září 2022 vydal Ektor další videosingl z připravovaného alba Detektor III s názvem "To neni hra" a zároveň na konci klipu oznámil křest desky Detektor III. Ten se uskutečnil 10.03.2023 v pražském Foru Karlín a byl předem vyprodaný. Deska Detektor III vyšla v únoru 2023. V březnu-květnu odjel Ektor své nejúspěšnější turné (90% zastávek vyprodáno, 10% zastávek "fullhouse") a v létě vystoupil po několika letech na vybraných open air festivalech. V červnu vydal videosingl "King Kong", v prosinci pak vyšel videosingl "Bars".  
Na začátku prosince 2023 Ektor oznámil svou dosud největší show kariéry, která se konala 25. října 2024 v pražské O2 areně. Během vyprodaného koncertu svým fanouškům oznámil, že jeho nové album ponese název SATIVA a vyjde 11. listopadu 2024. Na místě zároveň návštěvníkům akce představil novou skladbu Pro štěstí, ke které následně v prostorách O2 arény natočil i oficiální videoklip. Oficiální premiéra skladby i videoklipu proběhla 31. října 2024. 

### Ocenění
V první polovině roku 2021 získal 21 platinových desek od IFPI (Mezinárodní federace hudebního průmyslu).
- Dvojnásobná platina: alba Tetris (2012, společně s DJ Wichem), Marko (2019) a Original (2020)
- Trojnásobná platina: alba Detektor II (2016) a Alfa (2017)
- Čtyřnásobná platina: album Detektor (2015)
- Pětinásobná platina: singl Kancelář (remix) z roku 2018

Koncem roku 2023 získal pětinásobnou platinovou desku za album Detektor III (2023).

### Ostatní
Kromě písní, které Ektor vydal na deskách, má také značné množství samostatných skladeb. V písni „Právo žít“ Ektor kritizuje přístup moderní společnosti ke zvířatům.
Ektor také spolupracoval s některými dalšími českými a slovenskými rappery. Ze slovenských a českých je to například Strapo (skladba „Nula“), Separ (skladba „Hnus“), Marpo (skladba „Mladá krev“), Majk Spirit (skladba „Len tak“), James Cole (skladba „Demon“), Kontrafakt (skladba „V mojom svetě“), Yzomandias (skladba „Mama“), Rytmus (skladba „Cem šecko a teraz“), Azurit Kingdom (skladba „Cizí Tváře“), Pil C (skladba „Povedz dosť“), DJ Wich (skladba „SHKRT“) či Sergei Barracuda (skladba „Kouř“), Yzomandias (skladba „Rozdíl mezi náma“).

## Osobní život
Jeho matkou je česká zpěvačka řeckého původu Tena Elefteriadu, polovina pěveckého dua Martha a Tena, a jeho otcem je slovenský Peter Aczel. Má dvojče, sestru Tenu, se kterou však nemá příliš dobrý vztah.
Má dokončenou pouze základní školu, střední školu opustil po třech měsících díky opakovaným problémům s chováním a vysoké absenci.
Je velkým fanouškem basketbalu, bojových sportů, sneakers a hraní her na konzoli PlayStation.

### Mládí
V mládí žil deset let na Slovensku, odtamtud se následně přestěhoval zpět do Čech, a to do hlavního města Prahy. Několik let v jeho pražském bytě bydlel slovenský rapper Strapo, jehož matka v tu dobu byla ve výkonu trestu. Jako náctiletý se začal věnovat breakdancu a skateboardingu.

### Problémy se zákonem
V roce 2006 mu byl Obvodním soudem pro Prahu 5 uložen podmíněný trest za loupež.
V prosinci 2013 v pražském klubu M1 napadl ženu, kterou posléze z prostor vytáhl za nohy ven. Napadená zvažovala podání trestního oznámení. Necelý rok poté, konkrétně v říjnu 2014 v klubu Lávka na pražském Smetanovo nábřeží, napadl fanouška pěstí za to, že vylezl na pódium a vyčetl mu tříhodinové čekání na jeho půlhodinové vystoupení. 
V červenci roku 2015 stanul před soudem za napadení další ženy, které v únoru roku 2014 v hudebním klubu zlomil čelist. Obvodní soud pro Prahu 2 mu uložil podmíněný trest v trvání jednoho roku s odkladem na 36 měsíců.

## Diskografie
- Airon Meidan (2008) - vydal společně s DJ Enemym)[34]
- Topství (2011)
- Tetris (2012) - vydal společně s DJem Wichem[35]
- Detektor (2015)[21]
- Detektor II (2016)
- Alfa (2017)
- Marko (2019)
- Original (2020)
- Original Deluxe (2021) - rozšířeno o 5 skladeb: „To je klíč", „Já ne", „Další kámen", „Emoce na emoce" a „Daň"[36]
- Detektor III (2023)
- Sativa (2024)